# Made in Germany

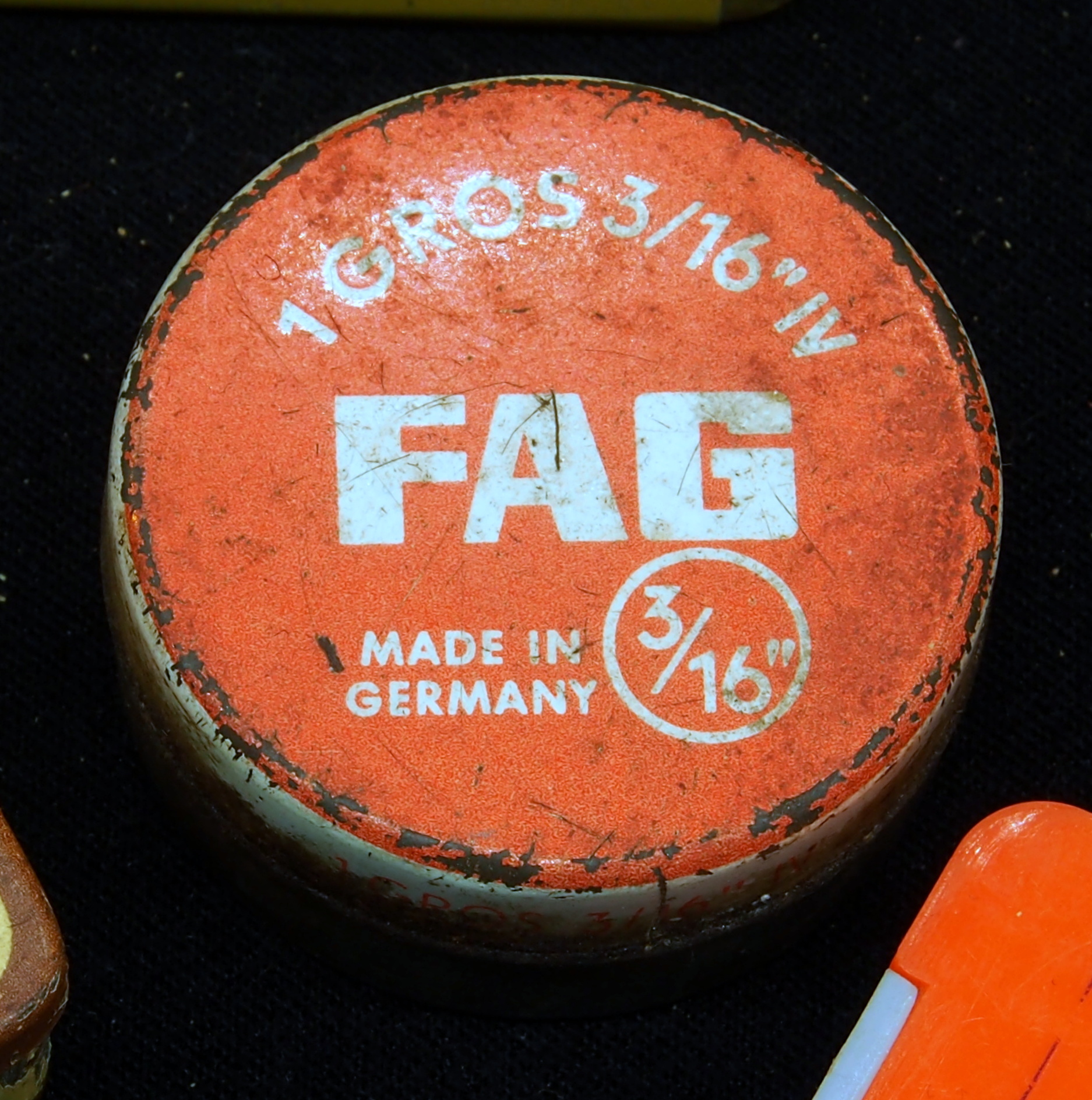
Etiqueta de un producto alemán con Made in Germany junto a la marca

Made in Germany es una marca de mercancía que indica que un producto ha sido fabricado en Alemania.

## Historia
La etiqueta fue introducida originalmente en el Reino Unido por la Ley de Marcas de Mercancías de 1887, para etiquetar los productos extranjeros de forma más obvia, ya que los fabricantes extranjeros habían estado marcando falsamente productos de calidad inferior con las marcas de reconocidas empresas de fabricación británicas y los habían importado al Reino Unido. La mayoría de ellas procedían de Alemania, cuyo gobierno había introducido una política proteccionista para prohibir legalmente la importación de bienes con el fin de crear una industria nacional.
Según el profesor Asaf Zussman, del Departamento de Economía de la Universidad Hebrea, en The Rise of German Protectionism in the 1870s: A Macroeconomic Perspective∗, los aranceles sobre el centeno y el hierro introducidos por la Alemania de Bismarck en 1879 causaron una importante reducción de las importaciones con el fin de proteger las industrias alemanas. Como respuesta, el gobierno liberal favorable al libre comercio del Reino Unido introdujo la Ley de Marcas de Mercancías para permitir que los consumidores pudiesen elegir si deseaban o no continuar comprando productos de economías proteccionistas.
Alemania aprovechó con éxito la etiqueta Made in Germany como sinónimo de fiabilidad y calidad del producto.
Made in Germany no está controlado por un organismo regulador central. En 1973, el Tribunal Federal de Justicia de Alemania dictó una resolución en el sentido de que el Made in Germany no permitía a la gente distinguir adecuadamente entre las dos Alemanias de la época, por lo que Made in West Germany y Made in GDR se hicieron populares. En 1995, el Tribunal Superior de Justicia de Stuttgart dictaminó que el término Made in Germany era engañoso según la Ley de Comercio Justo de Alemania, cuando la mayor parte no son materias primas alemanas o artesanía alemana.